# Austin-Klasse
Die Austin-Klasse war eine Klasse von Amphibious Transport Docks der United States Navy. Die Einheiten dienten der amphibischen Kriegsführung.

## Geschichte
Die Austin-Klasse ist eine verlängerte Version der ihr vorhergehenden Raleigh-Klasse. Die erste Einheit wurde 1961 geordert und 1965 in Dienst gestellt. In nur sechs Jahren wurden weitere elf Schiffe der Klasse fertiggestellt. Die hohe Baugeschwindigkeit wurde durch die Verteilung der Aufträge auf drei Werften erreicht. Drei Einheiten wurden auf der New York Naval Shipyard gebaut, zwei bei Ingalls Shipbuilding und die restlichen sieben bei der Lockheed Shipbuilding and Construction Company. Eine geplante dreizehnte Einheit wurde nicht gebaut, die Mittel wurden stattdessen für die Entwicklung der Tarawa-Klasse aufgewendet.
Die USS Coronado der Klasse wurde 1980 von ihren Diensten als Dockschiff abgezogen und umgebaut, um als Kommandoschiff für die Unterstützung amphibischer Landungen zu dienen. 2005 wurde die erste Einheit der Klasse nach rund 40 Dienstjahren außer Dienst gestellt, 2006 folgte eine weitere, 2007 dann zwei Einheiten. 2008 und 2009 wurde je ein Schiff der Klasse außer Dienst gestellt, 2011 zwei weitere. Ersetzt wurden die Schiffe der Austin-Klasse durch die der San-Antonio-Klasse. Mit Stand 2014 waren noch zwei Schiffe der Austin-Klasse aktiv. Zum einen die Ex-Trenton, die unter dem Namen Jalashwa bereits an Indien verkauft und dort im Einsatz war und zum anderen die USS Ponce, die nach einem Umbau als Versuchsträger für neue Technologien diente.
Mit der USS Ponce wurde am 14. Oktober 2017 das letzte Schiff der Klasse außer Dienst gestellt.

## Technik

### Rumpf und Antrieb
Der Rumpf ist rund 174 Meter lang und 25 Meter breit. Die Schiffe verdrängen ca. 17.000 ts. Die vordere Hälfte ist mit dem Deckshaus belegt, die hintere mit einem Helikopterlandedeck. Dort finden bis zu sechs CH-46 Sea Knight Platz. Im Rumpf befindet sich ein 51 Meter langes Welldeck, dahinter noch 70 Meter Lagerfläche.
Der Antrieb besteht aus zwei Dampfkesseln, die zwei Getriebeturbinen antreiben. Jede dieser treibt eine Schraube an, die Leistung des Antriebssystems liegt bei 24.000 Wellen-PS. Die Schiffe erreichen eine Höchstgeschwindigkeit von 21 Knoten.

### Bewaffnung
Zur Abwehr von Schlauch- und Schnellbooten besitzt jede Einheit zwei Maschinenkanonen des Typs Mk. 38 und acht Maschinengewehre des Typs Browning M2 mit einem Kaliber .50. Für die Abwehr anfliegender Raketen sind zwei Nahbereichsverteidigungssysteme des Typs Phalanx CIWS installiert.

## Ausstattung
Die Schiffe verfügen über eine Wäscherei, einen Friseursalon, einen Schiffsladen, eine Zahlstelle, ein Postamt, eine Bibliothek, eine Schweißerei, eine Maschinenwerkstatt, eine Dieselmotorenwerkstatt, eine Klimaanlagen- und Kühlgeräte-Werkstatt und zwei Wasseraufbereiter mit einer Kapazität von jeweils etwa 95.000 Liter Wasser pro Tag. Weiterhin verfügen die Schiffe über einen eigenen Arzt und Zahnarzt, eine Krankenstation mit zwölf Betten, ein bakteriologisches Labor, eine Röntgenanlage, einen Sterilisationsraum und eine Zahnarztpraxis. Die Lager- und Kühlräume können 1.500 Besatzungsmitglieder für 60 Tage oder 500 Personen für 90 Tage versorgen.